# Mireille Cottenjé
Mireille Robertine Cottenjé (Moeskroen, 18 november 1933 - Brugge, 9 januari 2006) was een Belgisch Nederlandstalig schrijfster en verpleegster. Daarnaast werkte zij onder andere ook nog als toneelspeelster. Haar literaire arbeid bestond behalve uit romans eveneens uit boeken voor jongeren, verhalenbundels en toneelwerken.

## Levensloop
Geboren in het gezin van Julien Cottenjé en Albertine Sintobin werd zij vanaf haar anderhalf tot aan haar tiende opgevoed in een nonnenklooster. Door een gebrek aan vrijheid daar was ze een opstandig kind geworden dat na haar terugkomst niet meer goed in het ouderlijk huis te Brugge bleek te kunnen aarden. Deze sociale gesteldheid vormde bij haar de grondslag voor de in de rest van haar leven tentoongespreide ijver om vrij te willen zijn.
Na haar middelbare school volgde ze diverse verpleegstersopleidingen en ging ze werken in een polikliniek van socialistische signatuur in de plaats Oostende alwaar ze haar latere man Robert Colombie - een architect - ontmoette met wie ze in 1956 in het huwelijk trad. Vervolgens verhuisden ze naar het toenmalige Belgisch-Congo en gingen ze wonen in de oostelijke provincie Kivu. Cottenjé legde er zich belangeloos op het verplegen van de bevolking aldaar toe. Ze kregen zes kinderen, van wie er twee overleden. Toen Belgisch Kongo in 1960 onafhankelijk werd, wat met onlusten in het land gepaard ging, keerde het gezin terug naar België. Haar Congolese ervaringen zou ze later vastleggen in diverse boeken zoals Dagboek van Carla (haar debuut uit 1968) en Lava (1973).
Cottenjé kon moeilijk wennen aan een leven in België. Nadat ze door een nieuwe zwangerschap niet meer kon werken begon ze haar dagboeken om te werken tot literaire romans. Dit beviel haar zo goed dat ze op dit ingeslagen pad voortging. Haar inspiratie putte zij uit zelf doorstane belevenissen waardoor haar romans tamelijk autobiografisch van opzet zijn. Leidraad in haar boeken is de mate van (on)vrijheid in de echtelijke verhouding tussen man en vrouw. Dit komt bijvoorbeeld tot uiting in het al eerder genoemde Dagboek van Carla waarin zij het huwelijk ten grave draagt. Huwelijksperikelen komen dan ook vaker voor in haar werken, ze maakte op dat gebied zelf ook het nodige mee. Voorbeelden zijn het genoemde Lava, waarin dit relationele thema weer tevoorschijn komt (het boek is een afrekening met onderdrukkende mannen). En in Met 13 aan tafel uit 1977 alsook in Dertien mannen van tafel uit 1978 wordt deze problematiek wederom aangekaart en staan zowel mannen als vrouwen met hun ervaringen met echtscheiding centraal.
Cottenjé vond dat zij binnen haar huwelijk vrijheid miste en ging in 1973 alleen wonen, maar scheidde zelf nooit. Haar nieuwe liefde werd de Vlaamse schrijver Jef Geeraerts, met wie ze een reis naar Lapland ondernam waarvan ze verslag deed in haar boek Eeuwige zomer (1969). Toch bleef deze relatie niet duren en ook de paar relaties die zij daarna had deden dat niet. Knelpunt was telkens dat zij meende een stuk van haar bevochten vrijheid in te boeten. Uiteindelijk had ze geen relaties meer en werd ze een feministisch activiste voor de PAG, de Pluralistische Actiegroep Gelijke Rechten Man-Vrouw.
Dit had ook gevolgen voor haar literaire werk, dat zich steeds meer in de richting van maatschappelijke betrokkenheid bewoog, zoals duidelijk blijkt uit de verhalenbundel Mist (1979).
Ook in de jaren tachtig was zij tamelijk productief en actief. Het keerpunt kwam in de loop van het decennium daarop. In de eerste helft van de jaren negentig maakte ze nog een paar verre reizen (Vietnam en Zuid-Afrika) en schreef ze nog een - achteraf gezien - laatste boek (Wisselspoor) met als thema een tienerzwangerschap, waarna ze bijna helemaal een punt zette achter haar letterkundige en feministische werkzaamheden.
Haar laatste grotere reis was naar Cuba. Vrij snel daarna ontving Mireille Cottenjé, te Brugge, op 72-jarige leeftijd euthanasie voor de kanker die een zekere dood zou brengen. Over de Cubareis verscheen in 2018 de roman 'De laatste vlucht naar Havana' van Elisabeth Marain.

## Prijzen
Voor het jeugdboek Het grote onrecht (uit 1973) ontving zij in datzelfde jaar de Prijs Knokke-Heist Beste Jeugdboek.
In 1980 werd haar de Staatsprijs voor Jeugdliteratuur toegekend (een literaire prijs die om de drie jaar wordt uitgereikt), onder meer voor haar jeugdboek Er zit muziek in de lucht (uit 1974). Deze prijs heet tegenwoordig Prijs van de Vlaamse Gemeenschap voor Jeugdliteratuur.

## Publicaties
- Dagboek van Carla (1968)
- Eeuwige zomer (1969)
- Het grote onrecht (1973) (jeugdroman)
- Lava (1973)
- Er zit muziek in de lucht (1974) (jeugdroman)
- Lieve Daddy (1975) (toneel)
- Straks is allang voorbij (1976) (toneel)
- Met 13 aan tafel (1977) (getuigenissen van vrouwen over mannen, het huwelijk, liefde en seksuele beleving)
- Dertien mannen aan tafel (1978) (getuigenissen van mannen over vrouwen, het huwelijk, liefde seksuele beleving)
- Mist (1979) (verhalen)
- Muren doorbreken (1980)
- Waarom niet de waarheid? (1980) (jeugdroman)
- Zeg nu zelf: het gevangenisleven van een bink (1981) (theatermonoloog)
- De verkeerde minnaar (1982)
- Ma gaat er vandoor (1982) (jeugdroman)
- Zo'n zeer bijzondere zondag (1986) (jeugdroman)
- Te klein voor de waarheid (1987) (jeugdroman)
- Octopus (1987)
- Wisselspoor (1991)